# Ferrovia Lewisham-Hayes
La ferrovia Lewisham-Hayes (in inglese Mid-Kent line) è una linea ferroviaria britannica che collega Lewisham, nel borgo londinese omonimo, ad Hayes, nel borgo di Bromley.

## Caratteristiche

### Percorso
| Continuation backward |

| Unknown route-map component "CONTgq" | Unknown route-map component "ABZg+r" |  |  |

| Straight track | Unknown route-map component "utCONT1+f" |

|  | Unknown route-map component "XPLTaq" + Unknown route-map component "BHFSPLa" | Unknown route-map component "XPLTeq" + Urban End station in tunnel |  |

| Unknown route-map component "vSTR-ABZgl" | Unknown route-map component "CONTfq" |

| Unknown route-map component "vABZglo-STR" | Unknown route-map component "CONTfq" |

| Unknown route-map component "v-SHI2g+r" |

| Unknown route-map component "HSTSHI1+l" |

| Unknown route-map component "CONT4+f" | Straight track |  |  |

| Straight track | + Unknown route-map component "KGRZ3" + Station on track |  |  |

| + Unknown route-map component "KGRZ1" + Unknown route-map component "kBHF2" | + Straight track |  |  |

| Unknown route-map component "kSTRc1" | Unknown route-map component "kKRZl+4u" | Unknown route-map component "CONTfq" |  |

| Stop on track |

|  | + Straight track | + Unknown route-map component "STR+l" + Unknown route-map component "unSTR+l" | + Unknown route-map component "CONTfq" + Unknown route-map component "unCONTfq" |

|  | + Station on track | + Straight track + Unknown route-map component "unSTR" |  |

|  | + Unknown route-map component "ABZgl" + Unknown route-map component "exl-HST" + Unknown route-map component "STRc2" + Unknown route-map component "unSTRc2" | + Unknown route-map component "ABZ3r" + Unknown route-map component "unSTR3" |  |

|               |
| New Beckenham |

|               |
| * 1864 † 1866 |

| + Unknown route-map component "CONTgq" | + Unknown route-map component "ABZq+l" + Unknown route-map component "unSTR+l" | + Unknown route-map component "KRZr+1u" + Unknown route-map component "unSTRr+1" | + Unknown route-map component "STRc4" + Unknown route-map component "unSTRc4" |  |  |

| + Unknown route-map component "CONTgq" + Unknown route-map component "unCONTgq" | + One way rightward + Unknown route-map component "unSTRr" | + Straight track |  |  |  |

| Stop on track |

| + Station on track + Unknown route-map component "ulHST" + Unknown route-map component "unKSTRa" |

| + Unknown route-map component "exCONTgq" + Unknown route-map component "unCONTgq" | + Unknown route-map component "eABZgr" + Unknown route-map component "unSTRr" |  |  |

| Stop on track |

| Stop on track |

| End station |

| Continuation backward |

| + Station on track + Unknown route-map component "ulHST" + Unknown route-map component "unKSTRa" |

| + Unknown route-map component "xABZgl" + Unknown route-map component "unSTR" | + Unknown route-map component "CONTfq" |

| + Unknown route-map component "exHST" + Unknown route-map component "unSTR" |

| + Unknown route-map component "exABZgl" + Unknown route-map component "unSTRl" | + Unknown route-map component "exCONTfq" + Unknown route-map component "unCONTfq" |

|  | Unknown route-map component "d" + Unknown route-map component "exvSHI2gl-" |

|  | Unknown route-map component "d" + Unknown route-map component "exvSTR-KDSTe" |

| Unknown route-map component "exKHSTe" |

## Traffico
Tutti i servizi lungo la linea sono gestiti da Southeastern.

Il servizio classico negli orari di morbida prevede di due treni all'ora a tratta tra Londra Charing Cross e Hayes, senza fermate intermedie tra London Bridge e Ladywell, e di due treni all'ora tra Londra Cannon Street e Hayes, con fermata in tutte le stazioni. Inoltre, c'è un treno al giorno da Charing Cross a Beckenham Junction.